# تي دي غاردن
تي دي غاردن (بالإنجليزية: TD Garden)‏ هي ساحة متعددة الأغراض في بوسطن، ماساتشوستس، الولايات المتحدة.